# Kępa (powiat czarnkowsko-trzcianecki)
Kępa (niem. Kappe, Kreis Deutsch Krone) – wieś w Polsce, położona w województwie wielkopolskim, w powiecie czarnkowsko-trzcianeckim, w gminie Trzcianka, około 10 km na północny wschód od Trzcianki.
W latach 1975–1998 miejscowość należała administracyjnie do województwa pilskiego.
Wieś istnieje od XVI w. Powstała jako osada młyńska i stanowiła dzierżawę królewską. Miejscowość nosiła różne nazwy: Gappa, Kopa, a jeszcze do lat 60. XX stulecia – Kapa.
We wsi znajduje się zabytkowy, poewangelicki kościół pw. Świętej Rodziny, zbudowany w drugiej połowie XIX wieku w stylu neogotyckim. Przy kościele mieści się stary, ewangelicki cmentarz. Wieś Kępa to wieś leżąca w gminie Trzcianka. Należy do województwa wielkopolskiego, powiatu czarnkowsko-trzcianeckiego. Według Narodowego Spisu Powszechnego Ludności i Mieszkań z 2011 roku liczba ludności we wsi Kępa to 309, z czego 51,1% mieszkańców stanowią kobiety, a 48,9% ludności to mężczyźni. 

## Integralne części wsi
| SIMC    | Nazwa     | Rodzaj    |
| ------- | --------- | --------- |
| 0530318 | Pokrzywno | część wsi |

## Szkoła
Jeszcze do 1972 roku funkcjonowała tu szkoła jednak została zamknięta bo w pobliskiej Łomnicy została otwarta nowa szkoła, która funkcjonuje tam aż do dziś. Obecnie w budynku po szkole znajduje się sklep spożywczo-przemysłowy.